# Sävviken
Sävviken är en sjö i Avesta kommun i Dalarna och ingår i Dalälvens huvudavrinningsområde. Sjön har en area på 0,36 kvadratkilometer och ligger 70,8 meter över havet. Sjön avvattnas av vattendraget Norsån (Garpenbergsån).

## Delavrinningsområde
Sävviken ingår i det delavrinningsområde (667705-152686) som SMHI kallar för Utloppet av Sävviken. Medelhöjden är 83 meter över havet och ytan är 2,82 kvadratkilometer. Räknas de 18 avrinningsområdena uppströms in blir den ackumulerade arean 113,27 kvadratkilometer. Norsån (Garpenbergsån) som avvattnar avrinningsområdet har biflödesordning 2, vilket innebär att vattnet flödar genom totalt 2 vattendrag innan det når havet efter 119 kilometer. Avrinningsområdet består mestadels av skog (36 procent), jordbruk (16 procent) och sankmarker (19 procent). Avrinningsområdet har 0,36 kvadratkilometer vattenytor vilket ger det en sjöprocent på 12,7 procent. Bebyggelsen i området täcker en yta av 0,2 kvadratkilometer eller 7 procent av avrinningsområdet.